# Aurieus Minton
Aurieus Minton (* 13. Mai 1993 in London; ehemals Aurieus Adegbesan) ist ein deutscher American-Football-Spieler auf der Position des Wide Receivers. Zu seinen größten Erfolgen zählen der Gewinn der Europameisterschaft 2014 und vier deutsche Meistertitel.

## Werdegang
Minton begann 2009 im Nachwuchsbereich der Schwäbisch Hall Unicorns mit dem American Football. Während seiner Jugend wurde er regelmäßig in die baden-württembergische Landesauswahl Lions berufen. Darüber hinaus belegte er bei der Junioren-Europameisterschaft 2011 in Sevilla mit Deutschland den vierten Platz. Nach mehreren Südmeistertiteln in der GFL Juniors debütierte er in der GFL-Saison 2012 auf Herrenebene. Mit den Unicorns erreichte er den German Bowl XXXIV, bei dem er einen Touchdown fing und so zum Sieg gegen die Kiel Baltic Hurricanes beitrug. Für seine Leistungen in seiner Rookie-Saison wurde er im März 2013 als AFVD Nachwuchsspieler des Jahres ausgezeichnet. In den folgenden Jahren war Minton wesentlicher Bestandteil der Unicorns Offensive.
Mit der deutschen Nationalmannschaft wurde Minton 2014 Europameister. In der GFL-Saison 2016 verzeichnete er mit 731 Receiving Yards für zehn Touchdowns sein statistisch stärkstes Jahr in der GFL. In den darauffolgenden beiden Jahren gewann er mit den Unicorns zwei weitere deutsche Meistertitel. Darüber hinaus gewann er mit Deutschland bei den World Games 2017 in Breslau die Silbermedaille.  Mit den Unicorns gewann er 2021 die Central European Football League (CEFL). Nach jahrelanger Pause wurde er im Januar 2022 erneut in den erweiterten Kader der Nationalmannschaft berufen. In der GFL-Saison 2022 trug er mit sieben Receiving Touchdowns zum Gewinn des Meistertitels bei. Zudem verteidigte Schwäbisch Hall den Titel in der CEFL.
Für die Saison 2023 unterschrieb Minton einen Vertrag bei Stuttgart Surge aus der European League of Football (ELF). Zuvor war ein Großteil des Unicorns-Trainerstabs, darunter Head Coach Jordan Neuman, ebenfalls zur Surge gewechselt.

## Statistiken
| Jahr                    | Team                     | Spiele | Receiving | Receiving | Receiving | Receiving | Receiving |
| Jahr                    | Team                     | Spiele | Rec       | Yds       | Avg       | TD        | Lng       |
| ----------------------- | ------------------------ | ------ | --------- | --------- | --------- | --------- | --------- |
| German Football League  |                          |        |           |           |           |           |           |
| 2012                    | Schwäbisch Hall Unicorns | 004    | 014       | 0211      | 15,1      | 01        | 45        |
| 2013                    | Schwäbisch Hall Unicorns | 009    | 027       | 0457      | 16,9      | 05        | 52        |
| 2014                    | Schwäbisch Hall Unicorns | 015    | 038       | 0586      | 15,4      | 09        | 44        |
| 2015                    | Schwäbisch Hall Unicorns | 013    | 032       | 0409      | 12,8      | 07        | 47        |
| 2016                    | Schwäbisch Hall Unicorns | 015    | 050       | 0731      | 14,6      | 10        | 38        |
| 2017                    | Schwäbisch Hall Unicorns | 010    | 023       | 0371      | 16,1      | 07        | 39        |
| 2018                    | Schwäbisch Hall Unicorns | 017    | 039       | 0420      | 10,8      | 06        | 37        |
| 2019                    | Schwäbisch Hall Unicorns | 014    | 038       | 0507      | 13,3      | 04        | 39        |
| 2021                    | Schwäbisch Hall Unicorns | 010    | 015       | 0192      | 12,8      | 02        | 42        |
| 2022                    | Schwäbisch Hall Unicorns | 009    | 016       | 0204      | 12,8      | 07        | 34        |
| GFL Gesamt              | GFL Gesamt               | 116    | 292       | 4088      | 14,0      | 58        | 52        |
| Quellen: stats.gfl.info |                          |        |           |           |           |           |           |

## Privates
Minton ist der ältere Bruder von American-Football-Spieler Darnell Minton. Er schloss eine Ausbildung zum Fachlageristen ab und absolvierte anschließend eine Zusatzqualifikation	zum	Fachwirt für Lagerlogistik.